# Beatrice Diderichsen
Beatrice Valborg Angelica Diderichsen, född 30 augusti 1859 i Köpenhamn, död 3 maj 1890 nära Köpenhamn (genom en olyckshändelse), var en dansk konsertsångerska (sopran).
Diderichsen, som var lärjunge till Jens Larsen Nyrop och Viggo Bielefeldt, tillhörde de bärande krafterna inom det köpenhamnska musiklivet, och fann – från 1882 – främst användning i höga, ljusa sopranpartier vid Musikforeningens uppförande av stora vokalverk, däribland Niels W. Gades Elverskud, Korsfarerne och Agnete, Johan Peter Emilius Hartmanns En Sommerdag samt Joseph Haydns Årstiderna.